# Campylostigmus consobrinus
Campylostigmus consobrinus är en mångfotingart som beskrevs av Ribaut 1923. Campylostigmus consobrinus ingår i släktet Campylostigmus och familjen Scolopendridae.
Artens utbredningsområde är Nya Kaledonien. Inga underarter finns listade i Catalogue of Life.